# Shadows Between the Sky
Albums de Buckethead
Needle in a Slunk Stack
(2009) Spinal Clock
(2010)
Shadows Between the Sky est le 27e album par Buckethead, sorti le 6 février 2010. Sa sortie fut annoncée le 5 février 2010 soit la veille et fut mis en ligne le lendemain sur le site de TDRSMusic.com.

## Liste des pistes
| 1.    | Shadows Between the Sky  | 3:03 |
| 2.    | Inward Journey           | 5:14 |
| 3.    | Chaos of the Unconscious | 3:02 |
| 4.    | Rim of the World         | 2:35 |
| 5.    | City of Woe              | 2:19 |
| 6.    | Sea Wall                 | 2:40 |
| 7.    | Sled Ride                | 3:06 |
| 8.    | Sunken Statue            | 2:37 |
| 9.    | Cookies for Santa        | 3:32 |
| 10.   | Andrew Henry's Meadow    | 2:43 |
| 11.   | Centrum                  | 2:28 |
| 12.   | The Cliff's Stare        | 4:43 |
| 13.   | Greenskeeper             | 0:58 |
| 14.   | Wax Paper                | 3:09 |
| 15.   | Walk on the Moon         | 2:45 |
| 44:54 |                          |      |

### Remarques
- La piste #6 «Sea Wall» possède une mélodie similaire à «Spell of the Gypsies» de l'album Electric Tears.
- La piste #15 «Walk on the Moon» possède un riff similaire à la piste «Buried Deep Stays Buried Still» par The Deli Creeps.
- C'est le premier album par Buckethead depuis Cyborg Slunks à ne pas contenir 13 pistes, un chiffre commun pour lui sur plusieurs de ses albums.
- La piste #5 «City of Woe» n'est pas disponible via iTunes. Elle n'est présente que sur la version CD.